# Smith & Mabley Manufacturing Company
Smith & Mabley Manufacturing Company war ein US-amerikanischer Hersteller von Automobilen.

## Unternehmensgeschichte
A. D. Proctor Smith und Carlton R. Mabley gründeten etwa 1900 das Unternehmen in New York City als Importgesellschaft. Zunächst wurden Fahrzeuge von C.G.V. importiert. 1902 begann die Produktion von Automobilen nach einer Lizenz von C.G.V. Der Markenname lautete American CGV. 1903 endete die Produktion nach sieben hergestellten Fahrzeugen.
1904 beschlossen sie, erneut Fahrzeuge herzustellen. Dazu kauften sie ein Werk mit sieben Stockwerken an East 83rd Street. Ihr Konstrukteur war Edward Franquist. Der Markenname lautete nun S & M Simplex, mit Leerstellen vor und nach dem &. Die Produktion lief bis 1906 oder 1907. Insgesamt entstanden über 220 Fahrzeuge. Herman Broesel übernahm 1907 das Unternehmen, gründete die Simplex Automobile Company und setzte die Produktion als Simplex fort.

## Fahrzeuge

### Markenname American CGV
Einzige überlieferte Karosserieform ist ein Tonneau mit fünf Sitzen. J. M. Quinby & Co. lieferte die Aufbauten.

### Markenname S & M Simplex
Alle Fahrzeuge hatten einen Vierzylindermotor.
Erstes Modell von 1904 war der 30/35 HP mit T-Kopf-Motor. Die Motorleistung wurde über ein Vierganggetriebe und Ketten an die Hinterachse übertragen. Sein Fahrgestell hatte 267 cm Radstand. Der offene Tourenwagen bot Platz für fünf Personen. Noch im gleichen Jahr ergänzte der kleinere 18 HP das Sortiment, der sich allerdings weniger Nachfrage erfreute. Er hatte 231 cm Radstand. Zur Wahl standen zweisitziger Runabout und fünfsitziger Tonneau.
1905 gab es nur das erstgenannte Modell. Der Radstand war auf 269 cm verlängert worden. Einzige überlieferte Karosserievariante war ein Brougham.
1906 stand ein 30 HP im Sortiment. Ihn gab es mit 269 cm Radstand als fünfsitzigen Tourenwagen und mit 287 cm Radstand als siebensitzigen Tourenwagen.
Der Name 30/35 HP wurde 1907 wieder verwendet. Mit 269 cm Radstand gab es einen dreisitzigen Runabout und einen fünfsitzigen Tourenwagen. Ein längerer fünfsitziger Tourenwagen hatte 282 cm Radstand. 290 cm Radstand ermöglichten einen siebensitzigen Tourenwagen. Dazu gab es mit dem 50/70 HP ein stärkeres und teureres Modell. Es hatte 315 cm Radstand und war als Limousine mit fünf bis sieben Sitzen erhältlich.

### Modellübersicht
| Jahr | Modell   | Zylinder | Leistung (PS) | Radstand (cm) | Aufbau                                  |
| ---- | -------- | -------- | ------------- | ------------- | --------------------------------------- |
| 1904 | 18 HP    | 4        | 18            | 231           | Runabout 2-sitzig, Tonneau 5-sitzig     |
| 1904 | 30/35 HP | 4        | 30/35         | 267           | Tourenwagen 5-sitzig                    |
| 1905 | 30/35 HP | 4        | 30/35         | 269           | Brougham                                |
| 1906 | 30 HP    | 4        | 30            | 269           | Tourenwagen 5-sitzig                    |
| 1906 | 30 HP    | 4        | 30            | 287           | Tourenwagen 7-sitzig                    |
| 1907 | 30/35 HP | 4        | 30/35         | 269           | Runabout 3-sitzig, Tourenwagen 5-sitzig |
| 1907 | 30/35 HP | 4        | 30/35         | 282           | Tourenwagen 5-sitzig                    |
| 1907 | 30/35 HP | 4        | 30/35         | 290           | Tourenwagen 7-sitzig                    |
| 1907 | 50/70 HP | 4        | 50/70         | 315           | Limousine 5- bis 7-sitzig               |

## Produktionszahlen
| Jahr      | Produktionszahl |
| --------- | --------------- |
| 1902–1903 | 7               |
| 1904      | 73              |
| 1905      | 78              |
| 1906      | 75              |
| 1907      | ?               |
| Summe     | 233             |